# Johann Rotter
Johann Rotter (17. dubna 1841 Dolní Temenice – ???) byl rakouský politik německé národnosti z Moravy; poslanec Moravského zemského sněmu.

## Biografie
Pocházel z Temenice (Hermesdorf) u Šumperka. Angažoval se v profesních organizacích pěstitelů lnu. V roce 1908 byl zvolen do předsednictva nově založeného Německého společenství pěstitelů lnu pro Šumperk a okolí. Koncem 19. století byl starostou Temenice. Jako starosta se tu Johann Rotter uvádí již v roce 1882.
Koncem 19. století se zapojil i do vysoké politiky. V zemských volbách v roce 1890 byl zvolen na Moravský zemský sněm, kde zastupoval kurii venkovských obcí, obvod Šumperk, Vízenberk, Staré Město, Šilperk. Před volbami se přihlásil k programu německých liberálů (tzv. Německá pokroková strana navazující na ústavověrný politický proud s liberální a centralistickou orientací). Německá pokroková strana o něm uvažovala jako o kandidátovi do voleb do Říšské rady roku 1897, ale Rotter odmítl kandidaturu přijmout.